# Vadászok a hóban
A Vadászok a hóban vagy Január illetve  Tél (hollandul: Jagers in de Sneeuw) Idősebb Pieter Bruegel németalföldi festő egyik leghíresebb képe. A kép egy hatrészes sorozat része volt, amelynek öt tagja maradt fenn és amely az évszakokat ábrázolta. A flamand reneszánsz stílust képviselő festmény  a Bécsi Szépművészeti Múzeum gyűjteményében található.
Martin Kemp művészettörténész szerint a nem vallásos tárgyú festmények közül „feltehetően egyik sem népszerűbb a karácsonyi képeslapokon, mint a Január”.

## Előzmények
Nicolaes Jonghelinck dúsgazdag antwerpeni kereskedő és mecénás megrendelésére az Évszakok sorozat részeként festette 1565-ben.
Mások szerint viszont az év tizenkét hónapját megjelenítő sorozat része volt, amelyből csak négy esetleg öt kép maradt fenn. Ezek szerint a festmény a Januárt ábrázolja, bár inkább mintha a decemberi ünnepekre készülődést ábrázolná a mű.
Bruegel csaknem egész életét Németalföld síkságain töltötte, de itáliai útján az Alpokon keresztül a Brenner-hágón át utazott.
A művészettörténészek szerint ennek ellenére a kép elképzelt tájat ábrázol, aminek némileg ellentmondani látszik a táj meggyőző természetessége. Bár lehetséges, hogy Bruegel különféle emlékeit komponálta össze. Útjának erről a szakaszáról fenn is maradt néhány rajz, és egy említés egy azóta elveszett festményéről is. De a helyszínt a korabeli és mai szemlélő is valahová Németalföld illetve a mai Belgium délkeleti részére helyezné.
Előtörténetéhez tartozik talán 1565 és a közvetlen megelőző évek szokatlanul hideg teleinek emléke is.
A kép téli tájat ábrázol, az előterében három alakkal, akik kutyáik kíséretében vadászatról térnek haza. Kinézetük alapján a vadászat nem volt sikeres: az alakok fáradtnak, elcsigázottnak, míg a kutyák rosszkedvűnek tűnnek. Az egyik vadász egy róka tetemét viszi. A kép egésze hideg, felhős, szélcsendes téli nap hangulatát árasztja, a színek között a fehér és a szürke árnyalatai dominálnak, a fákon nincs egy levél sem és a hátteret egy havas tájkép uralja.
Ám a kép a borongós ég, a téli táj és a hideg látható jelei ellenére mégis színes, derűs és várakozásteli hangulatot áraszt.
A tájkép maga egy völgyet ábrázol, amelynek középén kis folyó kanyarog. Néhol korábbi kiöntések vagy belvizek befagyott területei kéklenek.
A jobbszélen malomtó és a vízimalom hatalmas, jégbe fagyott kerekével, jellegzetes, hevenyészett, rozoga deszka toldaléképületekkel és talán nyitott zsilipes híddal.

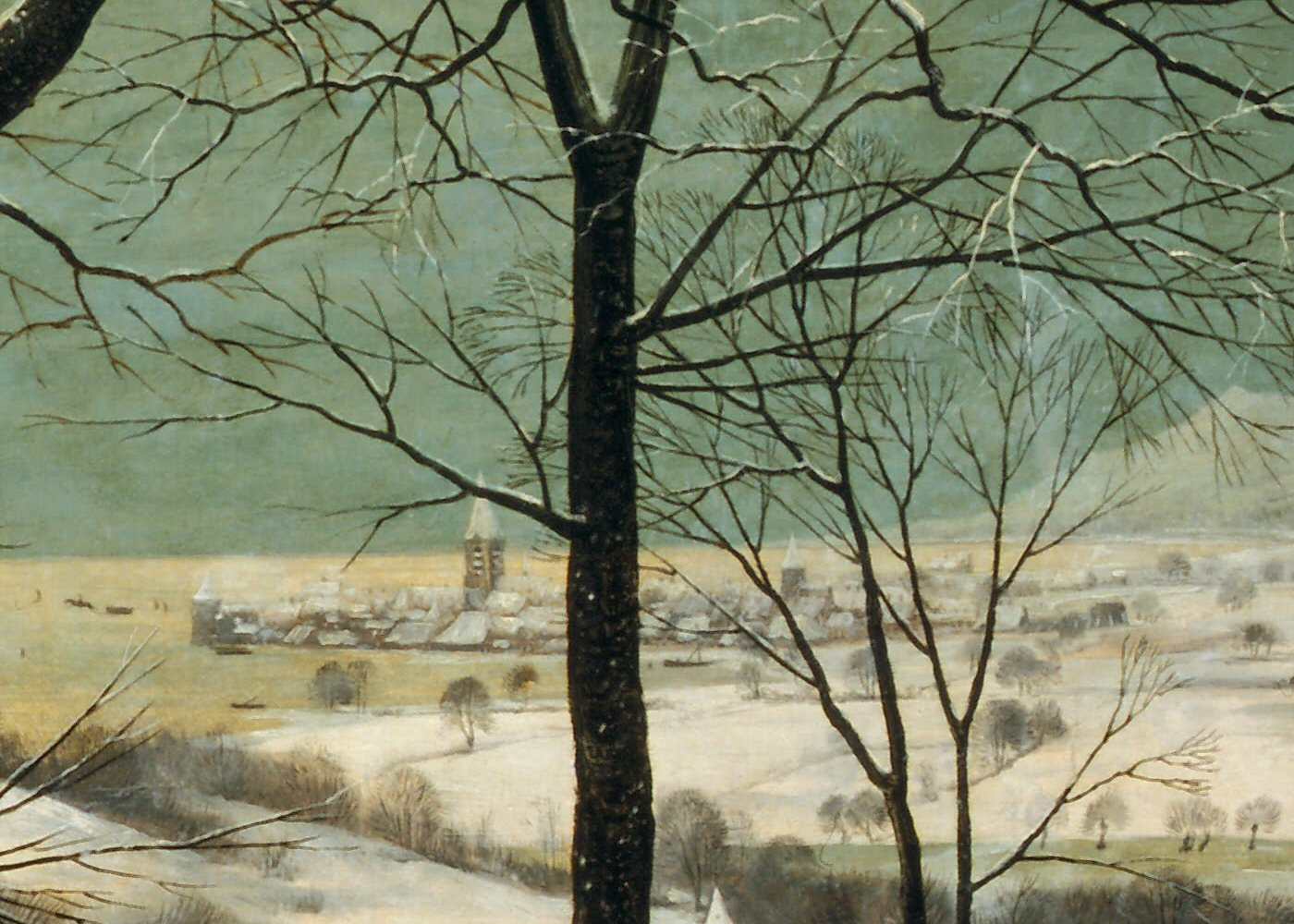
Távoli város látképe (részlet)

Érdekes, ahogy a mester a minden geometriai jegyet és perspektívát elfedő, mindent belepő, egyszínű, egytónusú hó ellenére különféle eszközökkel mégis sikerrel alakítja ki a perspektíva érzetét.
A helyes perspektivikus arányváltozásokon túl - mint Bruegel más téli képein is - a közeli csupasz fák ágain keresztül látható táj részleteivel, valamint a völgyben megülő könnyű pára, köd enyhén sűrűsödő homálya is erősíti a térbeliség élményét.
A kép a Bruegeltől megszokott módon igen aprólékos, részletgazdag. Érdemes megfigyelni ezt akár a téglákon, vagy akár a fák durva kérgére imitt-amott rakódó hó gondos kidolgozottságán is. A mű szinte bármelyik kinagyított részlete akár önálló alkotásként is megállná a helyét.
Brueghel kortársaival ellentétben különféle, szokatlan sejtetésekkel él, amik csak fokozzák alkotásai különlegességét.
Első pillantásra ijesztőnek tűnik, hogy a három vadász fázósan, leszegett fővel, rendületlenül lépdel a szakadék felé. Ám még mielőtt a néző komolyan ijedezhetne, felfedezi hogy az nem is valódi szakadék, hanem egy meredek, de ennek ellenére beépített domboldal húzódhat a perem mögött. Legalábbis ezt sejteti az alant látható két háztető és a perem által félig takarásban rosszalkodó kisfiú. Sejtjük azt is, hogy a vadászok egy általuk ismert, de behavazott ösvényt követnek, majd jobbra aztán vissza lefelé elkanyarodva lankásabb úton folytatják majd útjukat a völgyben elterülő városba.
Egyértelműnek tűnik az is, hogy a hó monoton ropogása hangolta össze a vadászok lépteit.

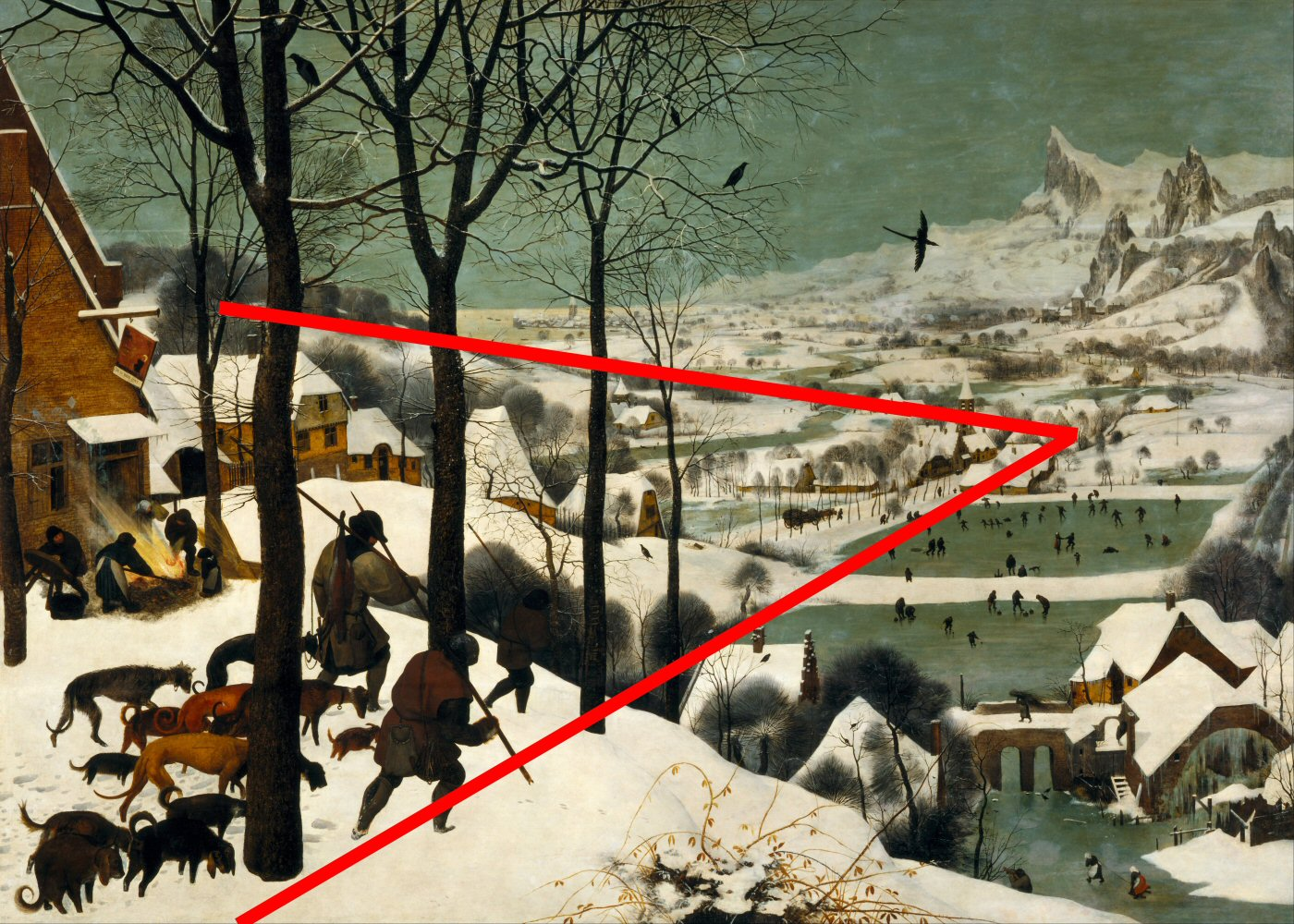
A rejtett nyíl talán a vadászok úticélját jelzi tudatalattinknak

Útjuk végcélját, a város távolabbi házait talán a képen felsejlő, városközpontra mutató ékforma, nyíl jelzi nekünk tudatunk alatt.
A kutyák nagyobb számából pedig akaratlanul is arra következtethetünk, hogy itt népesebb társaság követi a három vadász előőrsét remélhetőleg a nálukénál bőségesebb zsákmány cipelése miatt lemaradva. Bár ennek mintha ellentmondana, hogy az ebeken a lelkesedés nyoma se fedezhető fel. De talán csak fáradtak.
Ezek a sejtetések, apró rejtvények bevonják a nézőt, és különlegesen bensőséges hatást keltenek a mű és felfedezője, megfejtője, szemlélője között.
Olyannyira, hogy szinte hallani véljük a hó ropogását a léptek alatt, a völgyből ideszűrődő, hideg és hó tompította gyerekzsivajt, a varjak tompa károgását,
és balról a szemlátomást épp malacpörzsöléshez készülődők tevékenységéhez kapcsolódó beszédet, zajt is.
Érdekes kitalálni, milyen napszakot ábrázol a kép? Nyilván a kora reggelt. Nem sokkal a hajnali disznóölés után vagyunk. A hóban csupán a vadászok nyoma látható. A házak kéményei néhány későnkelő gazdasszonyét kivéve már vidáman füstölögnek. De az is lehet, hogy csak még nem tették föl az ebédet. Távolabb, a templomtól balra kisebb ribillió. Kéménytűz oltására verődtek össze a környékbeliek.

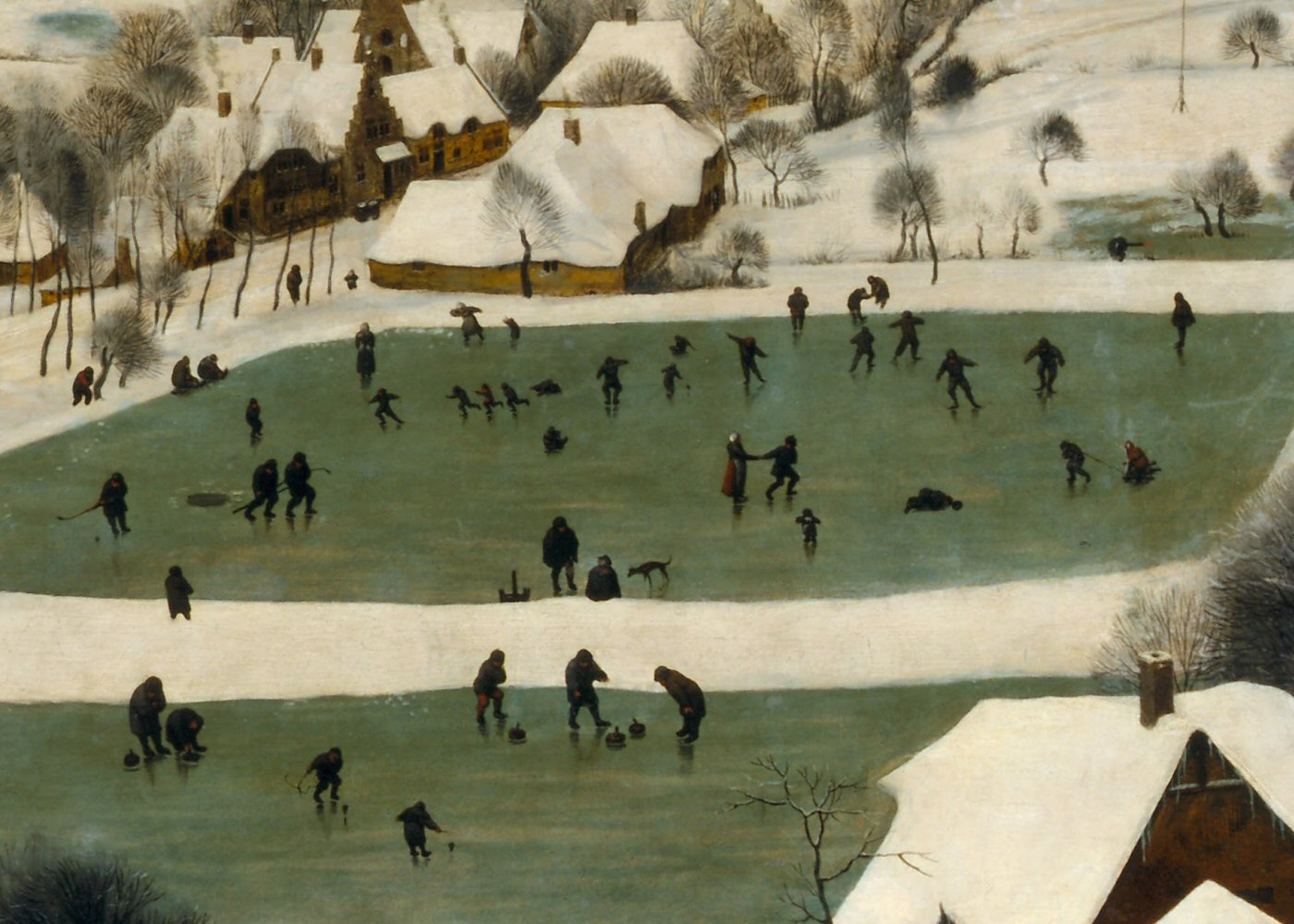
Mintha a Gyermekjátékok téli változatát látnánk

A koránkelők a lábatlankodó gyerekeket kihajtották játszani. A völgyben a befagyott malomtón játszó gyerekek mintha a Gyermekjátékok (1560) téli változatát idézné elénk. Korcsolyázók, fakutyázók, pörgettyűt ostorozók, jégkorongozók. És mintha még a jégteke egyik korai változatát is megfigyelhetnénk, ami egyébként állítólag éppen a vadászok kiegészítő sportja volt eredetileg, ekkoriban. Néhány szeleburdi itt-ott jó alaposan hasra esve fekszik a jégen vagy éppen feltápászkodik. A távolabbi part szélén középtájt két bátortalan kezdő támogatja. biztatja egymást.
A vadászok tehát feltehetően egész éjjel kint voltak a vadonban.
A bal oldali házsor utolsó háza előtt felfedezhetünk egy madárcsapdát is, amely a Mester szintén 1565-ös Téli táj korcsolyázókkal és madárcsapdával című képének egyik főszereplője. Támasztékának zsinege a kertbe vezet. Csak sejthetjük, kik figyelik onnan a csapdába szórt magokra gyülekező madarakat. A középső kapujában öreg néni nézelődik.
A házak jellegzetesen németalföldi parasztházak. Általában földszintesek. Csak egy-két jellegzetes, lépcsős homlokzatú polgárház látható. A  templom körüli néhányon kívül egy a peremnél, oldalról és felülről mutatva, kevésbé könnyen kivehetően.
Távol meredek szikla tövében de mégis magaslaton lakóvár. Nem rom. Halványan kivehetők az egyes épületeinek a kéményei, amik romosodásnál elsőként szoktak ledőlni. A lankás domboldalakon is elszórva parasztházak. Balra a fák mögött távoli város látképe látható szintén magas templomtoronnyal.
Érdekes, hogy a három vadász ábrázolása szokatlanul realisztikus, de az összes többi alak a megszokott, utolérhetetlenül, utánozhatatlanul, bruegelesen bájos, komikus figura, néha mulatságos pózban elkapott pillanatban.
Az életszerűséget fokozza néhány további, akár érthetetlen motívum is.

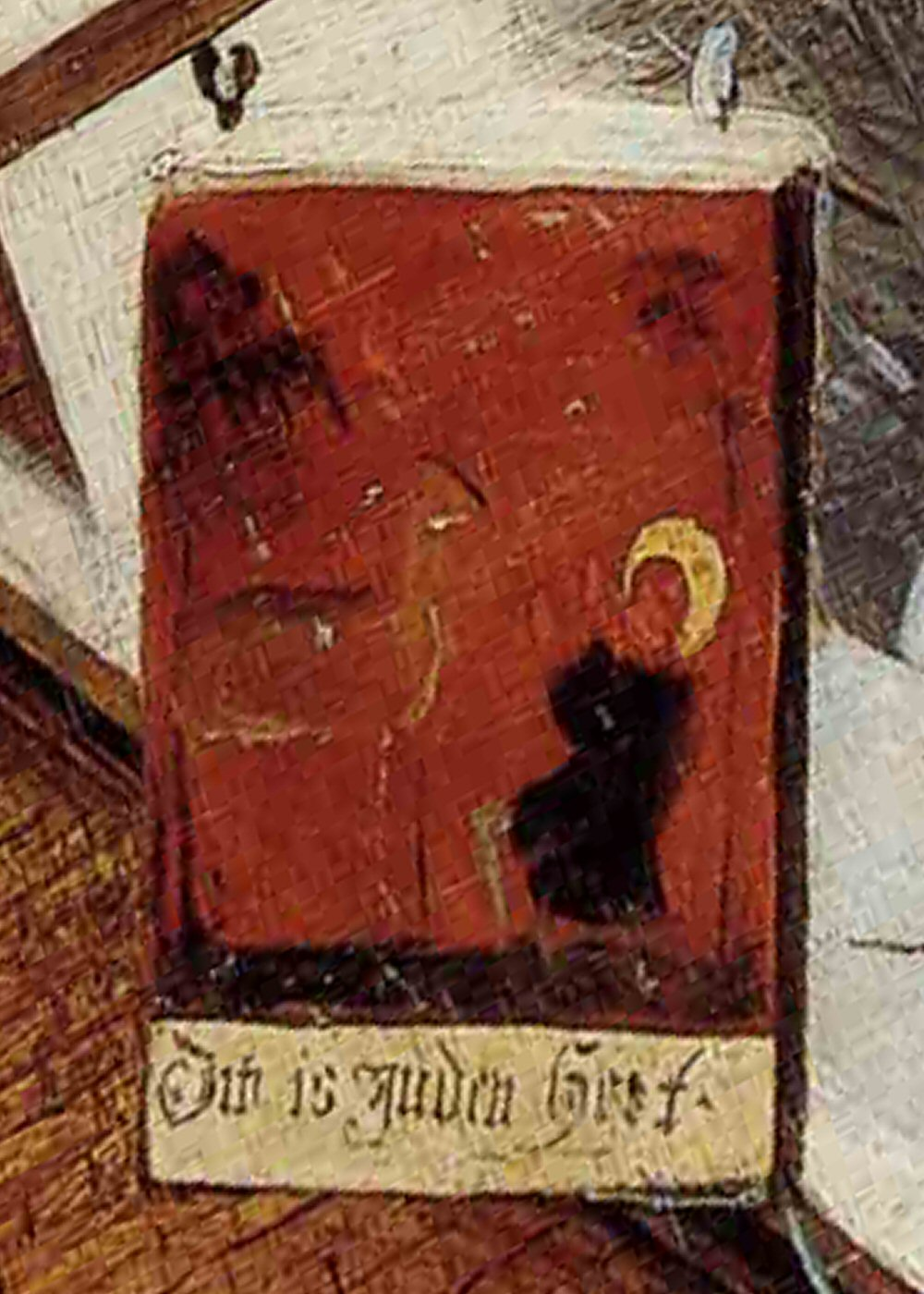
Cégér (perspektívikus torzulásból visszaállítva)

A fogadó cégérének egyik tartópántja elpattant, ferdén lóg. A háziak rá se hederítenek a veszélyre. Akárcsak az enyhe széltől veszélyesen a fogadó felé dőlő lángokra se.
A cégéren jól felismerhető Szent Hubertusz (Saint Hubert) legendája. A szarvas agancsai között a feszülettel, amely előtt térdet hajt a szent életű vadász. Arany glóriája is szépen csillog még.
Szent Hubertusz a vadászok védőszentje, akivel a legendás esemény éppen valahol itt, az Ardennek erdeiben történt meg, és különösen tisztelték ezen a vidéken, de szerte a mai Belgiumban is.
Ehhez képest megdöbbentő a cégér jellegzetes németalföldi gótbetűs felirata: a várt Dit is in St. Huber azaz a Szent Hubertuszhoz címzett fogadó vagy valami hasonló helyett Dit is Juden Guest, azaz A Zsidó Vendéghez. A zsidó vendég Szent Hubertusz nyilvánvalóan nem lehet, de a közelgő ünnepekre tekintettel talán Jézus. A szóhasználatban kicsit eligazít más festményein látható cégér felirat, a Dit is Juden Ster, azaz A Zsidó Csillaghoz nyilvánvalóan Betlehemi csillag értelemben. De a meglepő fordulat oka akár az is lehet, hogy tulajdonos és névváltozás után sebtiben csak a címzés átírására futotta.
Érdekesen növeli a valószerűség érzetét az is, hogy az ábrázolt személyek közül csak két-három arca látható. Ez valószínűségi alapon, érzetre megfelel annak a helyzetnek, amit a kép ábrázol, és hogy a szereplők nem vesznek tudomást rólunk, szemlélődőkről. Hanem teszik a dolgukat, mint máskor.

## Követői

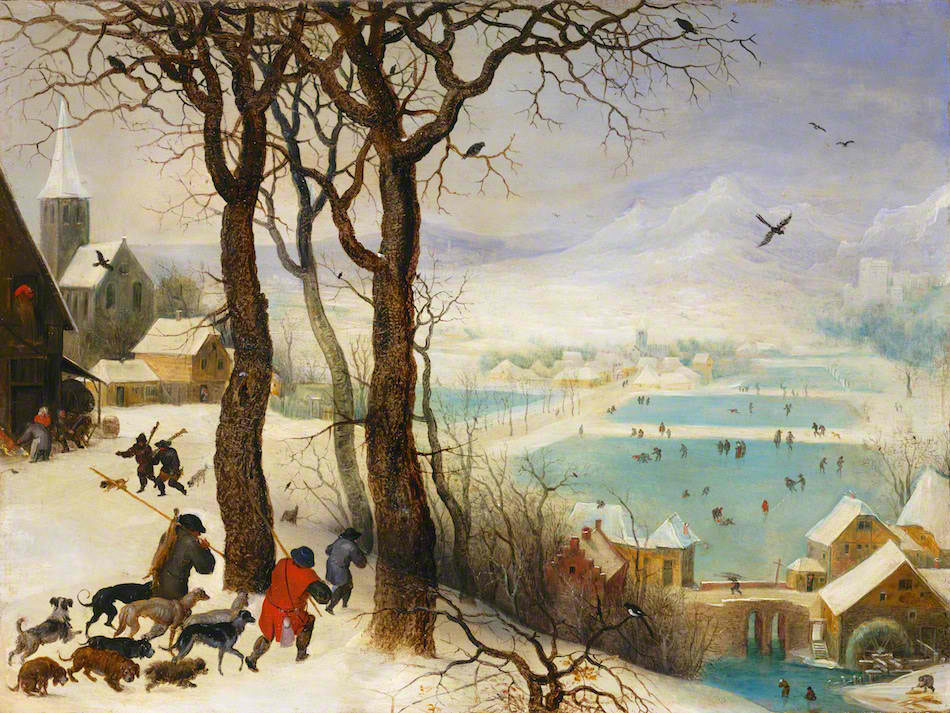
Ifjabb Pieter Brueghel változata

A kép témáját más művészek is feldolgozták, illetve többnyire jóval kisebb művészi színvonalon másolták.
Legismertebb ezek közül talán a mester Pieter fia által festett változat.
Érdekes kései feldolgozás Wolfe von Lenkiewicz Hunters in the snow (’Vadászok a hóban’) című festménye.

## Hatása
A kép, amely az 1560-as években készült, a németalföldi reformáció idején, feltehetően a falusi élet idilljét akarta bemutatni, amilyen a „régi szép időkben” volt.
Melankólikus hangulatának köszönhetően a kép jelentős szerepet kapott Andrej Tarkovszij Solarisában. Az űrállomás könyvtárszobája falán látható az Évszakok sorozat öt darabja. Éppen a Vadászok több részlete is többször is megjelenik filmen. Elsősorban a távoli havas tájé.
Szerepel továbbá Tarkovszij 1975-ös Tükör című filmjében is. Valamint Alain Tanner 1983-as A fehér városban című filmjében. Az egyik vadász kinagyított, bekeretezett reprodukciója látható a Pi című amerikai sci-fi-ben (rendezte: Darren Aronofsky, 1998) Sol lakásában Max mögött. Továbbá Lars von Trier 2011-es Melankóliájában is.
A kép ihlette Tobias Wolff 1981-ben megjelent hasonló című novelláját.

## A kép jeleneteiből

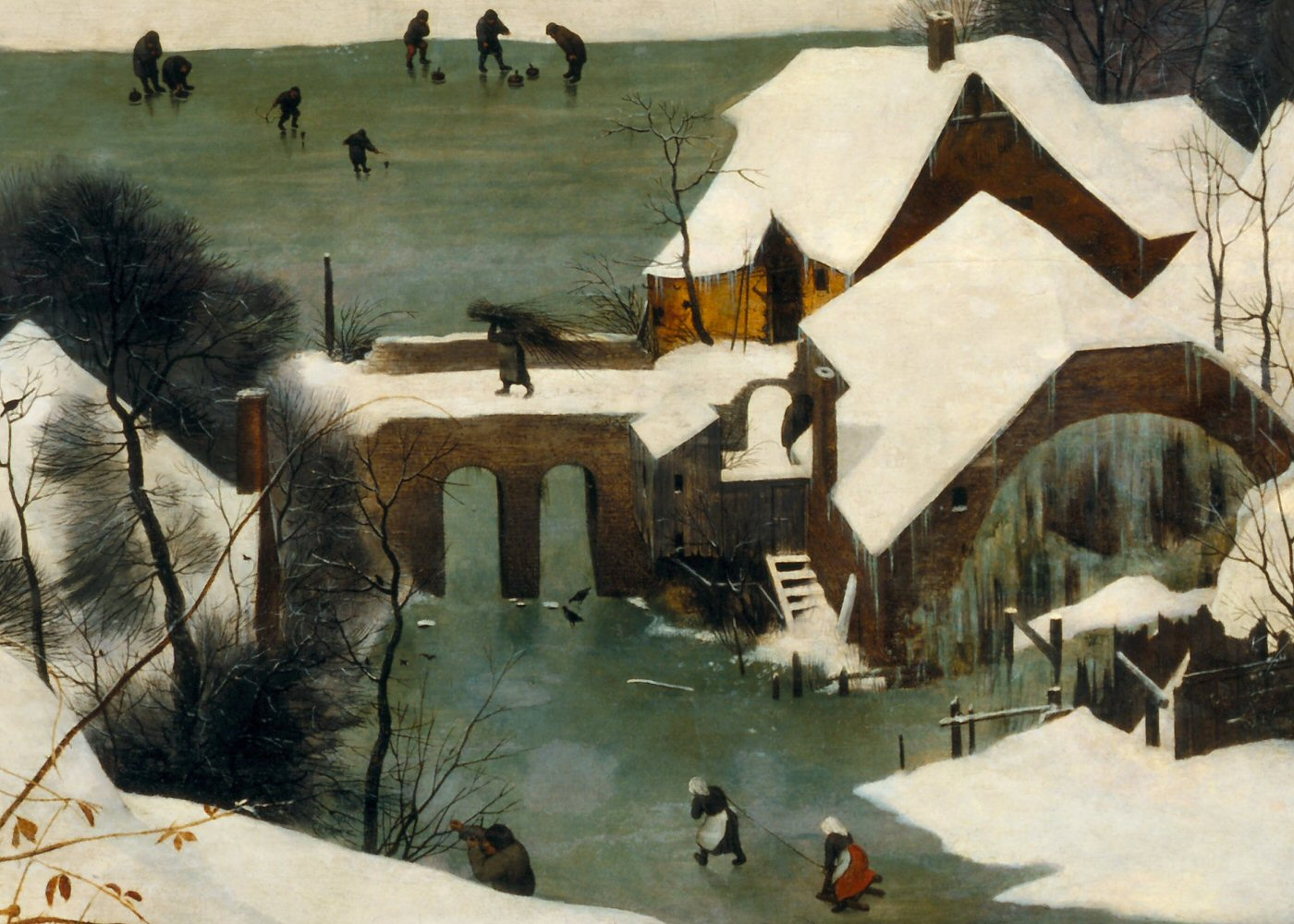
Malomtó és malom (részlet)
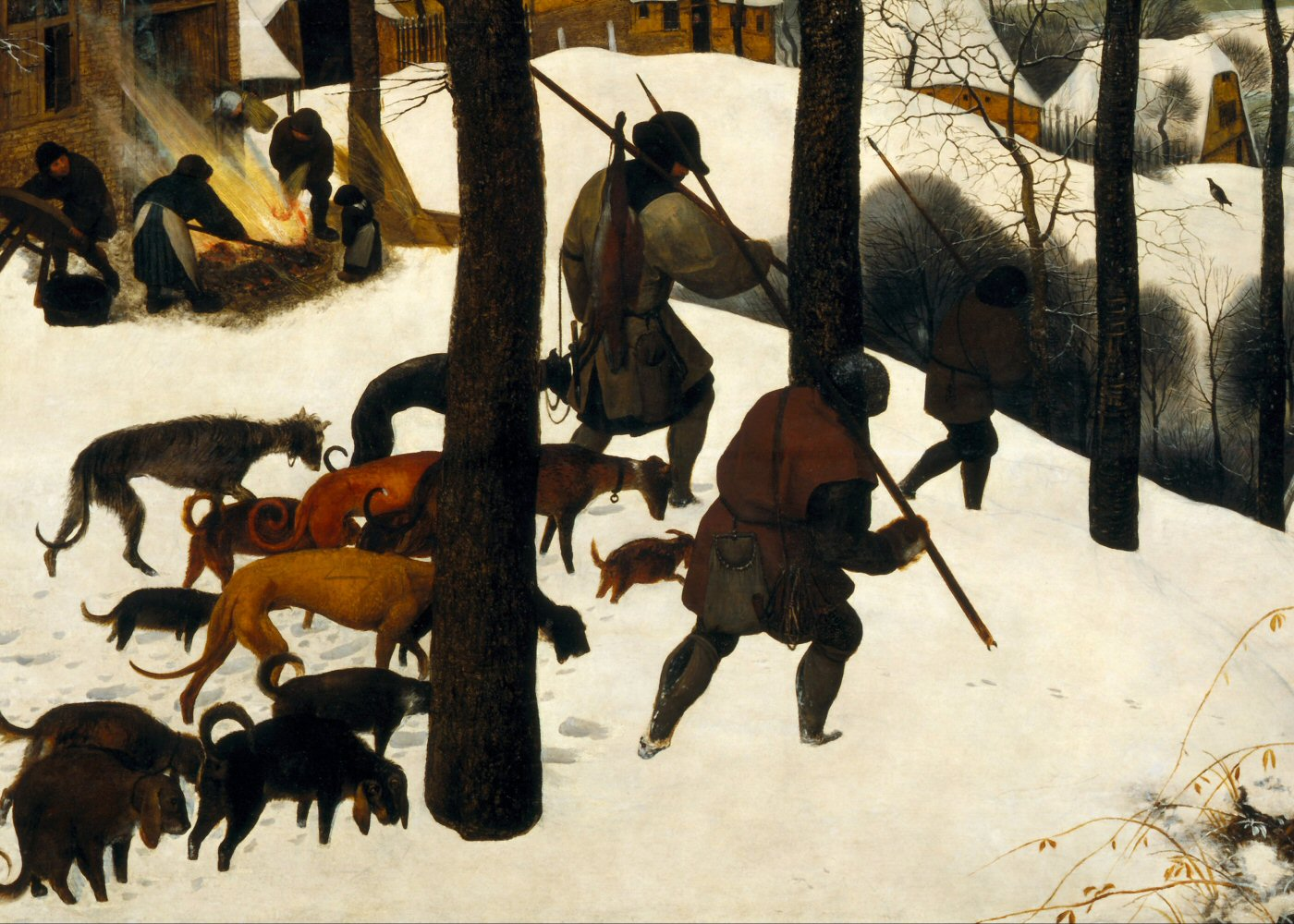
Vadászok (részlet)
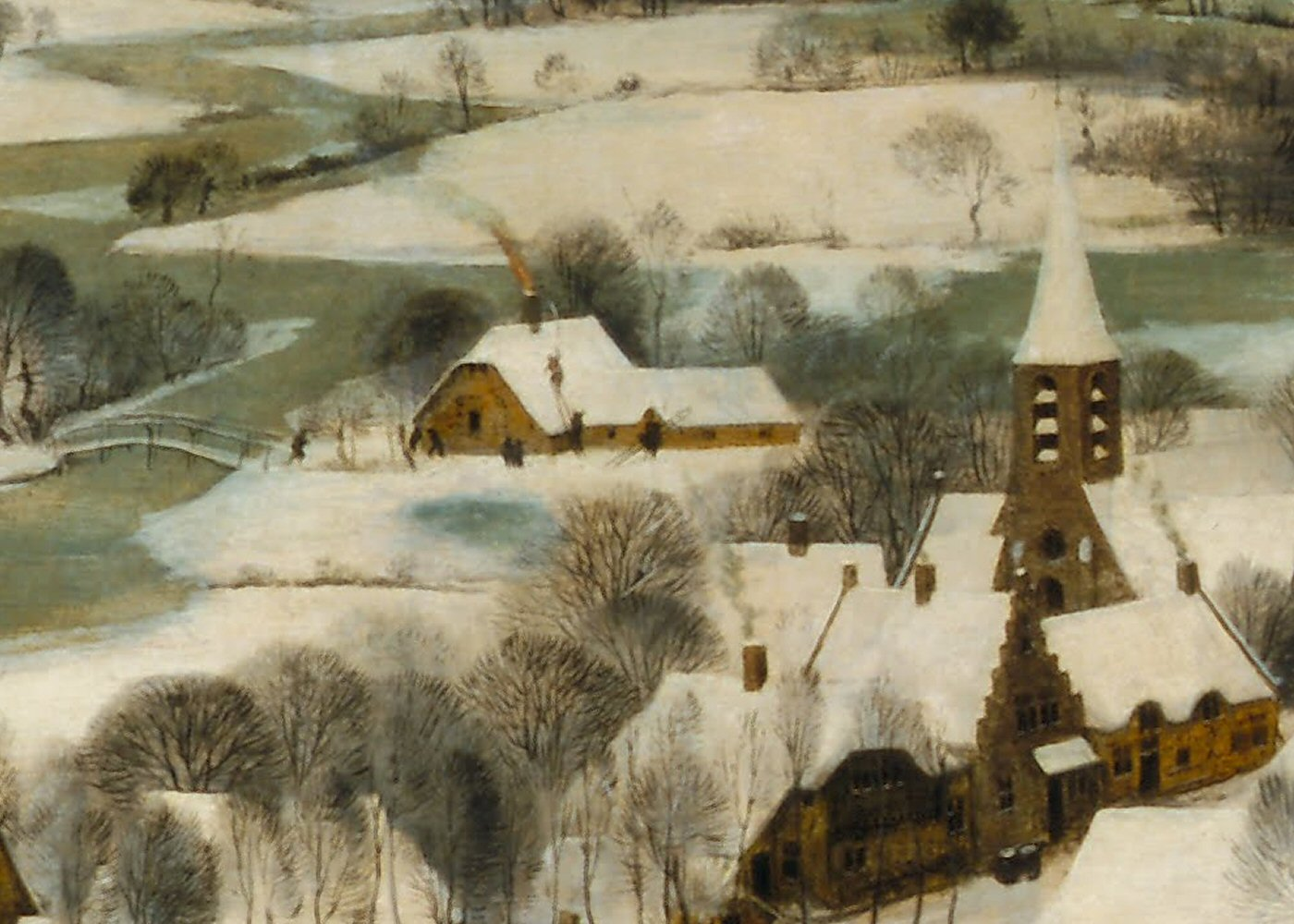
Kéménytűz (részlet)
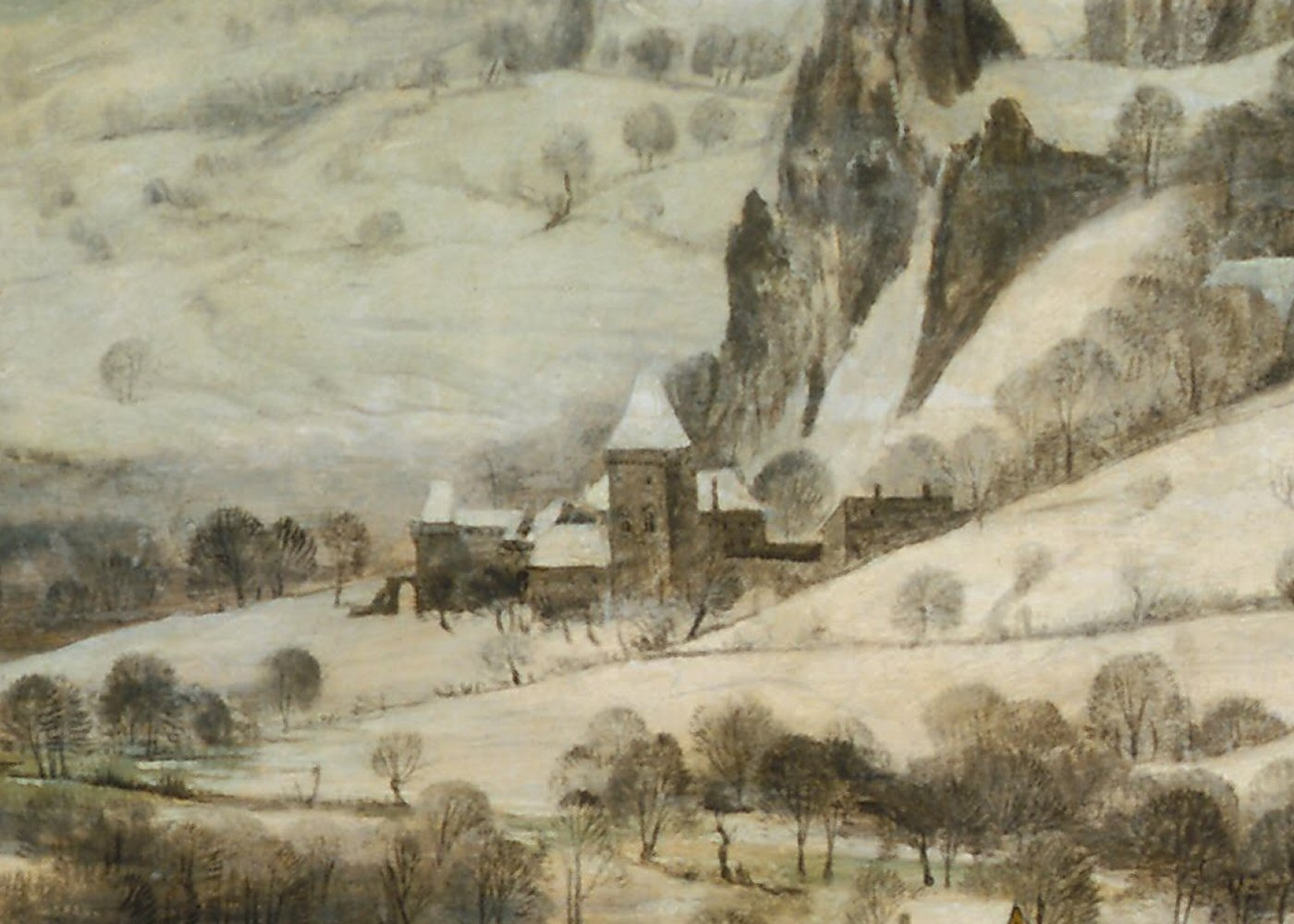
Távoli várkastély (részlet)

## Ismeretterjesztő rövidfilm
- Pieter Bruegel the Elder, Hunters in the Snow (Winter), 1565

## Fordítás
- Ez a szócikk részben vagy egészben  a   The Hunters in the Snow című angol Wikipédia-szócikk ezen változatának fordításán alapul.  Az eredeti cikk szerkesztőit annak laptörténete sorolja fel. Ez a jelzés csupán a megfogalmazás eredetét és a szerzői jogokat jelzi, nem szolgál a cikkben szereplő információk forrásmegjelöléseként.